# Gongmaison
Gongmaison è un album dei Gong, pubblicato nel 1989. Questo disco è stato pubblicato sotto il nome di Gongmaison.

## Tracce
1. Flying Teacup (Allen) - 5:25
2. 1989 (Williamson) - 4:22
3. Titti-Caca (Allen) - 10:10
4. Tablas Logorhythmique (Maitra) - 1:10
5. Negotiate (Allen, Williamson) - 13:45
6. We Circle Around (tradizionale) - 4:58
7. Flying Teacup (Sillymix) (Allen) - 15:49

## Formazione
- Daevid Allen - voce, chitarra (Song Sing String Strum & Plectrum)
- Wandana Bruce - organo a pompa (o armonio), voce (tracce 1,3,5,6), artwork
- Conrad Henderson - basso (fretted)
- Harry Williamson - sintetizzatore (kitchen synth & ingenius)
- Shyamal Maitra - Tabla, percussioni (octopussy pecolation)
- Graham Clark - violino
- Didier Bloomdido Malherbe - vento (high windinstruments)
- Rob George - Cimbali (traccia 5)
- Jenny Rodger - voce (traccia 7), coro (traccia 6)
- Rob Calvert - coro (traccia 7)